# 达夫妮·纳瓦罗
达夫妮·纳瓦罗（西班牙語：Dafne Navarro，1996年1月30日—），墨西哥女子蹦床运动员，2015年泛美运动会女子个人银牌得主、2019年泛美运动会女子个人铜牌得主、2023年泛美运动会女子个人和女子双人铜牌得主。